# Mike Hargrove
Pour les articles homonymes, voir Hargrove.
Mike Hargrove, né le 26 octobre 1949 à Perryton (Texas), est un ancien joueur américain de baseball, devenu manager. Il était en poste en 2007 chez les Seattle Mariners.

## Carrière

### Joueur
Les débuts de Mike Hargrove en ligue majeure en 1974 sont salués par le titre meilleure recrue de l'année en Ligue américaine. Il connait en 1975 sa seule sélection au match des étoiles.
Il hérite du surnom de « The Human Rain Delay » en raison de son longue préparation à la batte. Il énervait ainsi certains lanceurs... Il répétait, avant chaque lancer, la même routine : ajustement de son casque, ajustement de son gant, ajustement de son maillot en tirant un peu sur chaque manche, puis relaxation de ses mains en les essuyant sur son pantalon. Au terme de ce cérémonial, il entrait alors dans la zone réservée au batteur.

### Manager
Mike Hargrove commence sa carrière de manager avec les Cleveland Indians qu'il fait passer du rang de perdants chroniques à celui de potentiel champion en disputant deux fois les World Series (1995 et 1997) sans les gagner.
En poste à Seattle en 2007, il démissionne de ses fonctions le 1er juillet malgré un bon début de saison (45 victoires pour 33 défaites) évoquant une lassitude. Il est le premier manager à quitter ses fonctions après une série de plus de sept victoires consécutives ; Les Mariners restaient sur huit succès de rang.
Le 14 septembre 2007, Mike Hargrove annonce qu'il devient manager d'une petite formation semi-professionnelle du Kansas, les Liberal BeeJays, pour lesquels Hardgrove avait joué en 1972.